# 40-й окремий мотопіхотний батальйон «Кривбас»
40-й окремий мотопіхотний батальйон (40 ОМПБ, в/ч 2603) — військове формування Сухопутних військ Збройних сил України, яке існувало у 2014—2015 роках. Батальйон був початково створений як добровольчий 40-й батальйон територіальної оборони «Кривбас» з мешканців Кривого Рогу та області у відповідь на російську агресію.
Бійці батальйону брали участь у найзапекліших боях війни на сході: боях за Іловайськ у серпні 2014 року та боях за Дебальцеве взимку 2015 року.
Батальйон був розформований Генеральним штабом навесні 2015 року.

## Історія

### Передумови
18 березня 2014 року, після військового вторгнення Росії до Криму та його анексії, в Україні почалася часткова мобілізація.
13 квітня 2014 року розпочалися бойові дії війни на сході, після захоплення Слов'янська Донецької області російськими диверсійними загонами під командуванням Ігоря Гіркіна. 30 квітня 2014 року в.о. Президента України Олександр Турчинов доручив керівникам обласних адміністрацій почати створення батальйонів територіальної оборони в кожній області України. Функції створення батальйонів поклали на органи влади та військові комісаріати в регіонах кожної з областей України.

### Створення
15 травня 2014 року почав формуватися 40-й батальйон територіальної оборони. Заходи почалися 20 травня. Зі спорядженням та технікою допомагала міська влада Кривого Рогу.

### Вирушення у зону бойових дій
26 червня бійці батальйону в ході рейду в околицях Донецька захопили в полон зі зброєю і документами «ДНР» дві особи: позивний «Клоц» (заступник Ігоря Гіркіна, російського польового командира), та донецький міліціянт Сергій Тищенко, котрий брав безпосередню участь в операціях бойовиків. У «Клоца» виявили також численні ключі від квартир і нотаріальні акти з оформленими на нього та його поплічників нерухомості в Донецьку та області.
3 липня 2014 р. відбито напад терористів на блокпост, унаслідок чого знищено шістьох бойовиків, захоплено два автомобілі та значну кількість зброї.
23 липня під час проведення перевірки блокпостів у районі Амвросіївки БРДМ підірвався на радіокерованому фугасі. Після вибуху смертельно поранений Роман Краковецький встиг вивести БРДМ із зони обстрілу.
4 серпня 2014 р. підрозділ рапортував про подію на блокпосту батальйону «Кривбас» — під час прориву на автомобілі був ліквідований смертник, метою якого було знищення блокпоста і мирних жителів, які евакуювалися з охопленого вогнем Донецька. Втім було опубліковано й іншу версію цієї ситуації.
7 серпня 2014 р. під час штурму укріпленого району терористів, в якому, крім батальйону «Кривбас», також брали участь бійці розвідувального батальйону з Черкаського, 3 оп СпП, 51 ОМБр, «Правого сектору», було зруйновано блокпост і ДОТ супротивника, знищено машину з прибулим підкріпленням бойовиків. Всього було ліквідовано до роти терористів. У бою загинули двоє бійців батальйону «Кривбас» — Володимир Кордабньов і Максим Кочура. 6 бійців отримали поранення.
10 серпня 2014 р. прикриваючи групу, у бою загинув солдат Сергій Бонцевич, безвісти зник, потім знайшли в безіменному похованні Роман Береза.

### Іловайськ
На початку серпня керівництво сектору «Б» в особі генерала Руслана Хомчака затвердило план військової операції по розгрому незаконних збройних формувань у місті Іловайськ, який був складовою частиною плану штабу АТО по оточенню Донецька. 40 БТрО, який на той час дислокувався в Старобешеве, одержав завдання на блокування Іловайська з чотирьох напрямків. 5 серпня 40 БТрО поставлене завдання виконав, при цьому двоє бійців загинули, три — були поранені. Надалі «Кривбас» прикривав тили батальйонів «Донбас» та «Дніпро-1», які 17—18 серпня з двох сторін зайшли в Іловайськ і зачистили половину міста. На підтримку їм до Іловайська перекинули батальйони МВС «Миротворець», «Івано-Франківськ», «Херсон» та роту «Світязь». 20 серпня штаб АТО відрапортував про встановлення контролю над містом. Але 24 серпня колона російської бронетехніки чисельністю в 100 одиниць перетнула державний кордон у районі сектору «Д» і завдала удару по іловайському угрупуванню добровольчих батальйонів МВС та Міноборони, особовий склад яких у більшості своїй був озброєний легкою стрілецькою зброєю, мав лише незначну кількість БТР-80, 82-мм мінометів БМ-37 та ЗУ-23-2. Бої точилися до 28 серпня, 29-го — 40 БТрО, який відмовився від перемовин про так званий зелений коридор, почав прориватися з оточення. З оточення в Іловайську вийшли 358 солдатів та офіцерів 40 БТрО. 16 бійців загинули під Іловайськом; 84 були поранені; 19 — зникли безвісти; 25 осіб станом на 10 вересня перебували в полоні.

### Переформатування
10 жовтня 2014 року начальник Штабу національної оборони Кривого Рогу Микола Колесник повідомив:

| 40-й БТрО можливо розформують. Проводиться розслідування військовою прокуратурою. Парадокс, велика частина батальйону буде або вже представлена до урядових нагород, інша частина, абсолютна меншість, — фігуранти розслідування та учасники кримінальних справ. З самої бойової частини планується створення штурмової групи. Основна причина розслідування «марш-кидок Старобешеве-Кривий Ріг», склад зброї, залишений в поспіху в Старобешеве та кілька заяв в прокуратуру. |
| — Микола Колесник, начальник Штабу національної оборони Кривого Рогу. 10 жовтня 2014. |

В листопаді 40-й батальйон територіальної оборони був переформатований на 40-й окремий мотопіхотний батальйон, і включений до складу 17-ї танкової бригади. Командиром батальйону було призначено колишнього командира Окремого навчального загону спеціальної підготовки Сухопутних військ Збройних сил України (Кіровоградська область) підполковника Віктора Почерняєва.[джерело?]

### Дебальцеве
Батальйон брав участь у боях за Дебальцеве, де потрапив до оточення.
Станом на 17 лютого 2015 року, за даними заступника комбата Юрія Сіньковського, оточені всі опорні пункти, які утримує батальйон, навколо них тривають бої. За даними волонтерів, найбільш критична ситуація на опорних пунктах «Спис», «Мойша», «Бджола».
Частині батальйону вдалось вийти разом з технікою, інша частина не отримавши наказу на відхід з позицій, що прикривали Дебальцевський залізничний вузол, опинилася в оточенні та використавши можливості до спротиву, вимушена була здатися о 17:00, 17 лютого.

### Розформування
У квітні 2015 року з'явилась інформація про директиву Генштабу згідно з якою залишок батальйону має бути розформований.
18 червня 2015 року Генштаб повідомив, що батальйон був розформований кілька місяців тому.
29 серпня 2015 року керівник Генерального штабу Віктор Муженко, який в той час розважався на параді,  звинуватив 40-й батальйон у здачі Дебальцевого: «40-й батальйон відкрив прохід до Дебальцевого. Це факт. 107 бійців здалися в полон, і рівно через три доби були нам передані протилежною стороною, за їхньою ініціативою, без жодних умов. Це теж факт». Бійці батальйону здачу в полон пояснюють наказами командування: спершу вони мали задачу триматися, а потім був наказ зберігати життя особового складу за будь-яких умов.

## Побут
Станом на серпень 2014 року батальйон отримав від криворізької громадськості 198 бронежилетів, 20 радіостанцій, 6 автомобілів ГАЗ-66, УРАЛ, КамАЗ, УАЗ, 4 бойові розвідувально-дозорні машини, а також форму, одяг, взуття та інше спорядження. Командир батальйону подякував містянам за підтримку, а також вручив меру Юрію Вілкулу грамоту від батальйону.

## Втрати
За даними Книги пам'яті, станом на лютий 2019 року батальйон втратив 53 чоловіки загиблими.

## Командування
- (??? — 19 вересня 2014) Мотрій Олександр[27]
- (З листопада 2014 — ???[28]) підполковник Почерняєв Віктор

## Традиції
Днем створення батальйону вважається 15 травня.

## Вшанування
Містяни вшановували пам'ять батальйону 2017 року, 2019 року.

### Відео
- Олексій Кулаков, Забутий батальйон "Кривбас" // Еспресо, 27 січня 2016